# Saint-Ellier-du-Maine
Saint-Ellier-du-Maine és un municipi francès situat al departament de Mayenne i a la regió de País del Loira. L'any 2007 tenia 522 habitants.

## Demografia

### Població
El 2007 la població de fet de Saint-Ellier-du-Maine era de 522 persones. Hi havia 218 famílies de les quals 56 eren unipersonals (36 homes vivint sols i 20 dones vivint soles), 83 parelles sense fills, 75 parelles amb fills i 4 famílies monoparentals amb fills.
La població ha evolucionat segons el següent gràfic:
Habitants censats

### Habitatges
El 2007 hi havia 265 habitatges, 217 eren l'habitatge principal de la família, 28 eren segones residències i 20 estaven desocupats. 261 eren cases i 4 eren apartaments. Dels 217 habitatges principals, 157 estaven ocupats pels seus propietaris, 58 estaven llogats i ocupats pels llogaters i 2 estaven cedits a títol gratuït; 18 tenien dues cambres, 22 en tenien tres, 67 en tenien quatre i 111 en tenien cinc o més. 181 habitatges disposaven pel capbaix d'una plaça de pàrquing. A 104 habitatges hi havia un automòbil i a 101 n'hi havia dos o més.

### Piràmide de població
La piràmide de població per edats i sexe el 2009 era:
| Homes | Edats   | Dones |
| ----- | ------- | ----- |
| 0     | 95 o +  | 4     |
| 0     | 90 a 94 | 0     |
| 0     | 85 a 89 | 0     |
| 0     | 80 a 84 | 0     |
| 4     | 75 a 79 | 4     |
| 24    | 70 a 74 | 16    |
| 20    | 65 a 69 | 24    |
| 20    | 60 a 64 | 24    |
| 24    | 55 a 59 | 4     |
| 8     | 50 a 54 | 12    |
| 16    | 45 a 49 | 4     |
| 20    | 40 a 44 | 20    |
| 24    | 35 a 39 | 28    |
| 20    | 30 a 34 | 8     |
| 4     | 25 a 29 | 16    |
| 4     | 20 a 24 | 0     |
| 20    | 15 a 19 | 12    |
| 24    | 10 a 14 | 12    |
| 0     | 5 a 9   | 12    |
| 16    | 0 a 4   | 4     |

## Economia
El 2007 la població en edat de treballar era de 307 persones, 248 eren actives i 59 eren inactives. De les 248 persones actives 232 estaven ocupades (130 homes i 102 dones) i 16 estaven aturades (7 homes i 9 dones). De les 59 persones inactives 31 estaven jubilades, 13 estaven estudiant i 15 estaven classificades com a «altres inactius».

### Ingressos
El 2009 a Saint-Ellier-du-Maine hi havia 224 unitats fiscals que integraven 569 persones, la mediana anual d'ingressos fiscals per persona era de 14.101 €.

### Activitats econòmiques
Dels 13 establiments que hi havia el 2007, 1 era d'una empresa alimentària, 3 d'empreses de construcció, 6 d'empreses de comerç i reparació d'automòbils, 1 d'una empresa d'hostatgeria i restauració, 1 d'una empresa de serveis i 1 d'una empresa classificada com a «altres activitats de serveis».
Dels 6 establiments de servei als particulars que hi havia el 2009, 1 era un taller de reparació d'automòbils i de material agrícola, 2 paletes, 1 fusteria, 1 lampisteria i 1 perruqueria.
L'únic establiment comercial que hi havia el 2009 era una fleca.
L'any 2000 a Saint-Ellier-du-Maine hi havia 60 explotacions agrícoles que ocupaven un total de 1.360 hectàrees.

## Poblacions més properes
El següent diagrama mostra les poblacions més properes.